# 香薷单囊壳
香薷单囊壳（学名：Sphaerotheca elsholtziae）是属于白粉菌目白粉菌科单囊壳属的一种真菌，寄生在唇形科植物上。该种分布于中国。